# 8356 Вадва
8356 Вадва (8356 Wadhwa) — астероїд головного поясу, відкритий 3 вересня 1989 року.
Тіссеранів параметр щодо Юпітера — 3,342.